# Le Chien-ying
Le Chien-ying ou Lei Chien-ying (en chinois : 雷 千瑩, née le 17 avril 1990 à Taiwan) est une archère taïwanaise.

## Biographie
Le Chien-ying fait ses débuts au tir à l'arc en 2005. Ses premières compétitions internationales ont lieu en 2008. Sa première médaille d'or continentale est en 2013 alors qu'elle remporte l'individuelle femme aux championnats d'Asie.

## Palmarès
- Jeux olympiques[2]
  - 17e à l'épreuve individuel femmes aux Jeux olympiques d'été de 2012 à Londres.
  - 5e à l'épreuve par équipe femmes aux Jeux olympiques d'été de 2012 à Londres.
  - 17e à l'épreuve individuelle femme  aux Jeux olympiques d'été de 2016 à Rio de Janeiro.
  -  Médaille de bronze à l'épreuve par équipe femme aux Jeux olympiques d'été de 2016 à Rio de Janeiro (avec Tan Ya-ting et Lin Shih-chia).

- Coupe du monde[1]
  -  Médaille d'argent à l'épreuve par équipe femme à la coupe du monde 2012 de Antalya.
  -  Médaille de bronze à l'épreuve individuelle femme à la coupe du monde 2015 de Medellín.
  -  Médaille d'or à l'épreuve par équipe femme à la coupe du monde 2015 de Medellín.
  -  Troisième à la Coupe du monde à l'épreuve individuelle femme à la coupe du monde 2015 à Mexico.
  -  Médaille d'or à l'épreuve par équipe femme à la coupe du monde 2016 de Shanghai.
  -  Médaille d'or à l'épreuve par équipe femme à la coupe du monde 2017 de Antalya.
  -  Médaille de bronze à l'épreuve individuelle femme à la coupe du monde 2017 de Antalya.
  -  Médaille d'or à l'épreuve par équipe femme à la coupe du monde 2017 de Salt Lake City.
  -  Médaille d'argent à l'épreuve par équipe homme à la coupe du monde 2018 de Shanghai.
  -  Médaille de bronze à l'épreuve individuelle femme à la coupe du monde 2018 de Antalya.
  -  Médaille de bronze à l'épreuve par équipe homme à la coupe du monde 2018 de Antalya.

- Championnats d'Asie[1]
  -  Médaille d'argent à l'épreuve par équipe femme aux championnats d'Asie de 2013.
  -  Médaille d'or à l'épreuve individuelle femme aux championnats d'Asie de 2013.
  -  Médaille d'or à l'épreuve par équipe mixte aux championnats d'Asie de 2015 à Bangkok.

- Universiade[1]
  -  Médaille d'argent à l'épreuve par équipe femme aux Universiade d'été de 2017 de Taipei.